# هولتلاند
هولتلاند (به آلمانی: Holtland) یک شهر در آلمان است که در Hesel واقع شده‌است. هولتلاند ۲٬۳۱۰ نفر جمعیت دارد.